# Affect
Pour les articles homonymes, voir Affect (homonymie).
Un affect est un état moral de l'esprit en réaction à une sensation, une émotion, un sentiment, une humeur : déprime, optimisme, anxiété…). Tout état de ce type peut être jugé selon les cas bon ou mauvais,  positif ou négatif, selon qu’il influence ou motive plutôt la réaction ou plutôt la réflexion de l’esprit, et donc sa conation (effort, volonté). Il se caractérise également par sa force. Ces états sont regroupés dans le domaine de l'affectivité, par opposition aux idées abstraites par exemple qui ne sont ressenties ni comme bonnes ni comme mauvaises. 
Un affect se manifeste soit comme un changement d'état parfois fort mais temporaire (crise), soit au contraire comme un état stable mais de longue durée (stase). Apparu en 1942  dans la langue française, le mot affect n'a longtemps pas été un mot courant mais devient commun de nos jours dans les médias, par américanisme[réf. nécessaire].
De plus en plus, la psychologie et les sciences cognitives découvrent les relations entre dimension affective et d'une part, pensée, compréhension ou cognition, de l'autre, motivation et volonté. L'affectivité est donc un ensemble de phénomènes psychiques qui influencent à la fois l'état propre de l'esprit, l'attitude, la vision du monde, la pensée, et le comportement dans le monde. On l'oppose souvent en une triade majeure de la psyché à la cognition et à la conation.

## Philosophie
En grec pathos, désigne ici les perceptions et les émotions provoquées par le monde extérieur, seules réalités crédibles selon le scepticisme :
Le sceptique donne son assentiment aux affects qui s'imposent à lui à travers une impression ; par exemple, il ne dira pas, alors qu'il a chaud ou qu'il a froid, « il me semble que je n'ai pas chaud ou que je n'ai pas froid » (Sextus Empiricus, Esquisses pyrrhoniennes - I, 13).
En latin, adfectus ou affectus désigne traditionnellement un état de l'âme, un sentiment[réf. nécessaire]. Le terme est important dans la philosophie de Spinoza où les affects (affectus) doivent être distingués des « affections » (affectio) en général, de ce qui nous affecte en général. Pour lui, l'affect se définit plus précisément par une cause extérieure en tant qu’elle augmente ou réduit notre puissance d'agir, physiquement en même temps que mentalement. Ainsi une modification ou affection (affectio) me laissant indifférent n'est pas un affect au sens de affectus. Les affects déterminent le comportement des individus et il s'agit de se libérer des affects « tristes » (diminuant notre puissance d'agir), en les transformant en affects positifs (augmentant notre puissance d'agir) par la connaissance des déterminismes externes et internes qui en sont source.
Martin Heidegger emploie très souvent le terme affect pour signifier la disposition. 
Frédéric Lordon étudie les affects au prisme du structuralisme, les émotions et le « poids des déterminations des structures »,.

## Sciences cognitives
À l'origine des sciences cognitives et notamment en psychologie, le domaine de l'affectivité a souvent été opposé à la cognition entendue comme les capacités de raisonnement rationnel. Mais les progrès dans l'étude des comportements humain et animaux ont remis en cause cette dichotomie trop simpliste[réf. souhaitée].  Il est en effet apparu que dans bien des cas, les processus affectifs contribuaient de façon positive à l'adaptation de l'individu à son milieu et faisaient donc partie intégrante de sa cognition.  On est donc venu à parler d'une cognition chaude qui repose à la fois sur la pensée rationnelle et sur les processus émotionnels en l'opposant à la cognition froide qui inspira les premiers travaux en intelligence artificielle, basées sur la métaphore du cerveau-ordinateur qui cherchait à modéliser la pensée humaine comme le résultat d'un pur calcul rationnel, l'affect n'étant vu que comme un dysfonctionnement de ce système[réf. souhaitée].
Des affects varient également en force, c'est-à-dire en incidence sur la motivation à agir ou réagir, donc sur la conation (effort, Volonté (psychologie)).[réf. souhaitée]

### Sciences Affectives
À la fin du XXe siècle, au sein des sciences cognitives, on a vu émerger un nouveau champ scientifique baptisé les sciences affectives dont l'objectif affiché est de comprendre à la fois les mécanismes sous-jacents à l'affect mais aussi comment l'affect et les émotions contribuent au comportement et à la pensée.

### Émotions construites
La théorie de l'émotion construite qui reçoit l'appui des preuves empiriques récentes met l'affect aux fondements de ce que sont les émotions, la perception subjective qu'en auraient les êtres humains étant le fruit de réseaux neuronaux séparés agissant en fonction d'un continuum très simple d'affects de base.

## En psychanalyse
L'affect est en psychanalyse, la deuxième partie de la pulsion (avec la représentation).

## Sociologie
L'affect est une notion étudiée par la sociologie. Les affects sont aussi en jeu lors de la production de savoirs sociologiques.
Norbert Elias a étudié émotions et affects.

## Anthropologie
L'anthropologie utilise et réfléchit aussi cette notion.

## Ethnologie
Le travail de terrain en ethnologie passe par un apprentissage du contrôle des affects.